# Lambert Grimaldi
Lambert Grimaldi (ur. 1420; zm. 15 marca 1494 w Mentonie) – senior Monako od 1458 do śmierci. Syn Mikołaja I Grimaldiego (1370-1452), seniora d’Antibes.
Lambert jako daleki kuzyn Catalana Grimaldiego objął seniorat Monako 16 marca 1458 r. Był w ósmym stopniu potomkiem Oberta Grimaldi (zm. 1252), admirała i komisarza Genui w 1188 r. Ten ostatni był jednocześnie pradziadkiem Rainiera I Grimaldi, seniora Cagnes.
Lambert był człowiekiem wykształconym, spokojnym, pobożnym oraz samotnikiem. Studiował na włoskim uniwersytecie w Padwie. Po przybyciu do Monako zawarł 20 października 1457 r. umowę z wdową po Janie I Grimaldim, a zarazem babcią i opiekunką oficjalnie panującej małoletniej Klaudyną Grimaldi, Pomelline Fregoso. Regentka potwierdziła w niej plan małżeństwa Lamberta z jej wnuczką oraz uznała jego prawo do senioratu. Jednak faktycznie Pomelline była wrogiem Lamberta i prawdopodobnie planowała jego zgładzenie. W spisku tym brał udział Piotr Fregoso, doża Genui. Zamach jednak się nie udał. Ludność Monako poparła Lamberta i złożyła mu przysięgę wierności 16 marca 1458 r.; Pomelline zbiegła do Mentonu. W 1466 r. próbowała jeszcze  z pomocą Genui i Sabaudii podburzyć miejscową ludność przeciw seniorowi, jednak Lambert z pomocą księcia Mediolanu pokonał buntowników.
Lambert prowadził ostrożną politykę, chcąc zapewnić suwerenność senioratu. Pomagał mu w tym brat Jan Andrzej Grimaldi, który pracował w dyplomacji papieża Sykstusa IV (później został biskupem Grasse). Lambert obawiając się ataku ze strony Mediolanu Sforzów, skierował uwagę na Francję. Sytuacja była trudna, ponieważ król Ludwik XI zmarł w 1483 r., a nowy król Karol VIII miał trzynaście lat. W 1487 r. Jan Andrzej, biskup Grasse, został doradcą młodego króla francuskiego. Wpływ doradcy na dwór królewski zaowocował pozytywnym stanowiskiem Karola VIII. 25 lutego 1489 r. król objął Monako swoją opieką. 2 marca 1488 r. Lambert został szambelanem królewskim.
W 1487 r. Lambert Grimaldi wprowadził poprawkę do zasad sukcesji, wykluczającą z dziedziczenia senioratu Monako tych Grimaldich, którzy zostali sługami Kościoła. Senior zmarł w Mentonie 15 marca 1494 r. zostawiając władzę synowi Janowi II.
Lambert Grimaldi często używał w korespondencji często zwrotu "z bożą pomocą" (Deo iuvante). Wyrażał w ten sposób wiarę, iż spełnią się jego plany. Słowa te stały się dewizą herbu dynastii Grimaldich.

## Rodzina
26 sierpnia 1465 r. doszło do ślubu między Lambertem (45 lat) a Klaudyną (14 lat). Małżeństwo było szczęśliwe, zgodne i długotrwałe. Mieli ze sobą czternaścioro dzieci (ośmiu chłopców), w tym:
- Cezaryna, poślubiona Karolowi, markizowi de Ceva
- Izabela, poślubiona w 1519 Antoniemu Châteauneuf-Randon
- Jan II (ur. 1468 – zm. 11 października 1505), przyszły senior Monako
- Lucjan (ur. 1481 – zm. 22 sierpnia 1523), przyszły senior Monako
- Augustyn (ur. 1483 – zm. 12 kwietnia 1532), przyszły biskup Grasse, senior Monako
- Blanka, poślubiona 10 października 1501 Honoriuszowi de Villeneuve, baronowi de Tourette
- Filibert, proboszcz kościoła w Nicei
- Franciszka, poślubiona Łukaszowi Doria
- Ludwik, kawaler maltański